# Stade Al-Madina
Le  Stade Al-Madina (en arabe : ملعب المدينة الدولي) est le stade de football le plus moderne de la ville de Bagdad et le tout premier stade à être équipé en panneaux solaires dans la région du golfe persique.
Il peut accueillir plus de 32 000 spectateurs. L'Équipe d'Irak de football y évolue ainsi que le club d'Al-Qowa Al-Jawiya.

## Histoire
Les travaux de construction ont débuté le 2 juillet 2012 pour un coût total de $100 000 000 financé entièrement par le gouvernement irakien. Entre 2012 et 2019, les travaux se sont arrêtés à plusieurs reprises car il a fallu démolir des maisons construites illégalement sur le périmètre de construction et indemniser les familles pauvres en leur bâtissant de nouvelles habitations en périphérie de la ville. 
L'architecture du stade a été conçue et exécutée par la firme turque "Nurol Construction". Le stade est la propriété du gouvernement irakien et abrite les diverses manifestations sportives de la capitale ainsi que les matchs de football du club populaire Al-Qowa Al-Jawiya en championnat d'Irak de football.
Le nom du stade a changé 4 fois. Tout d'abord, il portait le nom de "Stade d'Al Sadr City" mais le Ministère de la Jeunesse et des Sports irakien a décidé en 2017 de le nommer "Stade Al Habibya" en référence au quartier où se situe le complexe sportif. Finalement, au début de décembre 2019, le nom "Stade Al-Shohada" a été choisi en hommage aux martyrs de la révolution irakienne Tishreen,,. En août 2020, le nom définitif "Al-Madina Stadium" a été retenu, par allusion à la localité dans laquelle se trouve le stade.
Les travaux de construction se sont achevés le 18 décembre 2019. Son inauguration était prévue pour début 2020, mais la situation sans précédent liée à la crise sanitaire mondiale a contraint les autorités irakiennes à reporter l'ouverture à 2021 malgré l'achèvement des travaux depuis 2019,. 
L'inauguration a eu lieu le 1er décembre 2021 à l'occasion de la finale du Championnat d'Asie de l'Ouest de football des moins de 18 ans entre l'Irak et le Liban (0-0 ; 3 t.à.b. à 2). 
Le premier but officiel inscrit dans ce stade est attribué à l'attaquant irakien Alaa Abbas, qui a marqué d'un coup de bicyclette à la 17e minute minute contre l'Ouganda lors d'un match amical le 21 janvier 2022.